# Hrabstwo Genesee (Nowy Jork)
Genesee – hrabstwo (ang. county) w stanie Nowy Jork w USA. Populacja wynosi 60 370 mieszkańców (stan według spisu z 2000 r.).
Powierzchnia hrabstwa wynosi 1283 km². Gęstość zaludnienia wynosi 47 osób/km².
Hrabstwo Genesee leży we wschodniej części stanu Nowy Jork. 

## Miasta
- Alabama
- Alexander
- Batavia
- Bergen
- Bethany
- Byron
- Darien
- Elba
- Le Roy
- Oakfield
- Pavilion (CDP)
- Pavilion
- Pembroke
- Stafford

## Wioski
- Alexander
- Bergen
- Corfu
- Elba
- Le Roy
- Oakfield

## Sąsiednie hrabstwa
- północ – hrabstwo Orleans
- południe – hrabstwo Wyoming
- zachód – hrabstwa Erie i Niagara
- wschód – hrabstwa Monroe i Livingston